# وادي تبشع
وادي تَبشُع من أشعُب تهامة الحجاز التي تصُبّ في وادي اللِّيث. يقع في ديار فَهَم، ويبعُد عن مدينة اللِّيث بمسافة نحو (70 كم) من جهة المشرق. واقرب مركِز حكومي للوادي يقع في جَدَم التابعة لمحافظة الليث بمنطقة مكة المكرمة .

## التاريخ
يعتبر وادي تبشع من شعاب تهامة قرب ساحل واودية الليث وهو من بلاد قبيلة فهم, قال قيس بن العيزارة الهذلي في يوم الفضاض: